# Kostel svatého Petra (Vídeň)
Kostel svatého Petra (německy Peterskirche) je barokní římskokatolický farní kostel ve Vídni v Rakousku, stojící na náměstí Petersplatz v historickém jádru Vídně, západně od Svatoštěpánského dómu a severně od morového sloupu.  Z třídy Graben vede k jeho průčelí ulice Jungferngasse.
V roce 1970 vídeňský arcibiskup Franz König předal kostel prelatuře Opus Dei. 

## Historie

### Předchůdce stavby
Nejstarší budova (z níž zůstaly pouze archeologické nálezy) stála na místě antické budovy kasáren římského tábora Vindobona a dvě desítky metrů od katakomb prvních křesťanů, do nichž se vcházelo v místech pod západním vchodem románského průčelí Svatoštěpánského dómu. Chrám byl založen v raném středověku, pravděpodobně v 6.–10. století jako jeden z nejstarších kostelů ve Vídni.
První stavbu nahradil románský kostel s hlavní lodí a dvěma loděmi, podle legendy založený císařem Karlem Velikým při jeho válečném tažení roku 791. První písemná zmínka o kostele pochází z nájemní smlouvy z Mautern z roku 1137, podle které byly vídeňské kostely (v množném čísle) podřízeny faře u svatého Štěpána. Ke konci 12. století byla správa kostela podřízena Schottenstiftu (klášteru skotských benediktinů ve Vídni). Středověký kostel měl tři oltáře, s apsidou na jihu místo většinové východní orientace. Tato neobvyklá vlastnost vyvolala diskuse odborníků o původním účelu budovy, například světské budovy. Byl obklopen obchody a nedaleké sídlo měla městská garda, předchůdce policie. Starý kostel vyhořel v roce 1661 a byl poté opraven jen provizorně.

### Barokní kostel
Jeho stavbu iniciovalo náboženské bratrstvo Nejsvětější Trojice, v němž byli sdruženi nejbohatší vídeňští měšťané a  jehož členem byl i císař Leopold I., který  jakmile v letech 1679–1680 Vídeň zasáhla morová rána, uprchl do Pasova. Po návratu slíbil, že kostel dá opravit.
Plány kupolového kostela na centrálním půdorysu, které vytvořil kolem roku 1701 Gabriel Montani, byly realizovány místními zednickými mistry Francescem Martinellim, Franzem Jängglem a Christianem A. Oedtlem. Roku 1703 Montaniho nahradil a návrh částečně pozměnil císařský architekt Johann Lukas von Hildebrandt. Projekt byl inspirován vatikánskou bazilikou sv. Petra v Římě. 25. října 1708 byla stavba vysvěcena. V letech 1708–1715 pokračovaly vnitřní výzdoba a zařízení, 1713–1717 byla vymalována štukaturami vyzdobena kupole, v letech 1730–1733 ukončena výzdoba chóru. Roku 1733 kardinál Sigismund Kollonitsch vysvětil celý kostel. Stal se první kupolovitou stavbou barokní Vídně a jedinou ve stylu radikálního baroka. Vzhledem k omezení prostoru okolní zástavbou byl postaven na oválném půdorysu  s předsunutým presbytářem a sakristií na západní straně a s diagonálně pootočeným dvojvěžím po stranách západní vstupní haly a empory. Interiér lodi má po obvodu šest výklenkových kaplí a jako protějšek kazatelny slouží sochařsky pojatý a vysunutý oltář Smrti svatého Jana Nepomuckého. Kostel prošel v letech 1998–2004 rekonstrukcí, která vrátila většině obrazů jejich původní bohatý kolorit a jas.

## Vnitřní výzdoba
- Matthias Steinl byl zodpovědný za návrh vnitřní sochařské a štukové výzdoby, kterou prováděli Alberto Camesina a Santino Bussi.
- Fresky původně maloval italský jezuitský malíř Andrea Pozzo, jehož výzdoba byla po jeho smrti odstraněna. V letech 1713–1714 Johann Michael Rottmayr zahájil zcela novou výmalbu. Výjev v kupoli představuje Korunovaci Panny Marie ve společnosti světců a postav ze Starého zákona. Na triumfálním oblouku je plastický erb císaře Leopolda I. Ve cviklech pod kupolí jsou vyobrazeni čtyři evangelisté a čtyři západní Církevní otcové, které vymaloval vídeňský malíř Johann Georg Schmidt.

- Architekturu hlavního oltáře navrhl Antonio Galli Bibiena a jeho boloňská dílna, práce realizoval Santino Bussi. Martino Altomonte namaloval oltářní obraz Uzdravení chromého svatým Petrem a svatým Janem v Jeruzalémě. Malý obraz Neposkvrněného početí Panny Marie nad svatostánkem je dílem Leopolda Kupelwiesera z 2. poloviny 19. století.
- Obraz v první severní kapli Svaté rodiny namaloval Martino Altomonte. Menší obraz na oltářní menze zobrazuje zakladatele Opus Dei, svatého Josémaríu Escrivá. V oltářní menze je ve skleněné rakvi vosková figurína s ostatky světce Benedikta přivezené z římských katakomb.
- Obraz v první jižní kapli znázorňující Archanděla Michaela v boji s ďáblem je od Johanna G. Schmidta. Na tabernáklu je kopie milostného obrazu Panny Marie Dobré rady z Genezzana. V oltářní menze je ve skleněné rakvi další ostatková figurína katakombového světce Donáta.
- Obraz na oltáři severní střední kaple zobrazuje Umučení svatého Šebestiána namalovaný roku 1714 vlámským malířem Antoni Schoonjansem. Obraz Panny Marie Pomocné, jež je kopií obrazu Lucase Cranacha staršího, se nachází ve svatostánku na menze.
- Obrazu na oltáři jižní střední kaple dominuje výjev Zázrak svatého Františka Saleského od Johanna M. Rottmayra. Na svatostánku je obraz Srdce Kristovo.
- Obraz Stětí svaté Barbory v severní kapli u vchodu namaloval Franz Carl Remp. Menší obraz na oltářní menze zobrazuje svatého Expedita.
- Obraz poslední jižní kaple u vchodu znázorňuje Vizi svatého Antonína Paduánského a je od Martina Altomonte. Na tabernáklu je novodobý obraz Srdce Panny Marie.
- Kazatelna je vyzdobena dřevořezbami Matthiase Steinla (1726), na poprsni je reliéf Dvanáctiletý Ježíš v chrámu a na stříšce je plastické sousoší Nejsvětější Trojice s anděly.
- Oltář Smrti svatého Jana Nepomuckého na jižní straně naproti kazatelně vyniká expresivní sochařskou scénou svržení svatého Jana z Karlova mostu, kterou na pravé straně iniciuje postava krále Václava IV.  Na vrcholu oltáře je socha Immaculaty. Dřevořezby, které vytvořil Lorenzo Mattielli zřejmě podle návrhu Matthiase Steinla, jsou zdůrazněny zlatým štafírování.

## Okolí
V rohovém domě naproti kostelu bydlel v letech 1870–1873 jako student, v rodině svého přítele, budoucí československý prezident Tomáš Garrigue Masaryk, což připomíná pamětní deska.

## Galerie

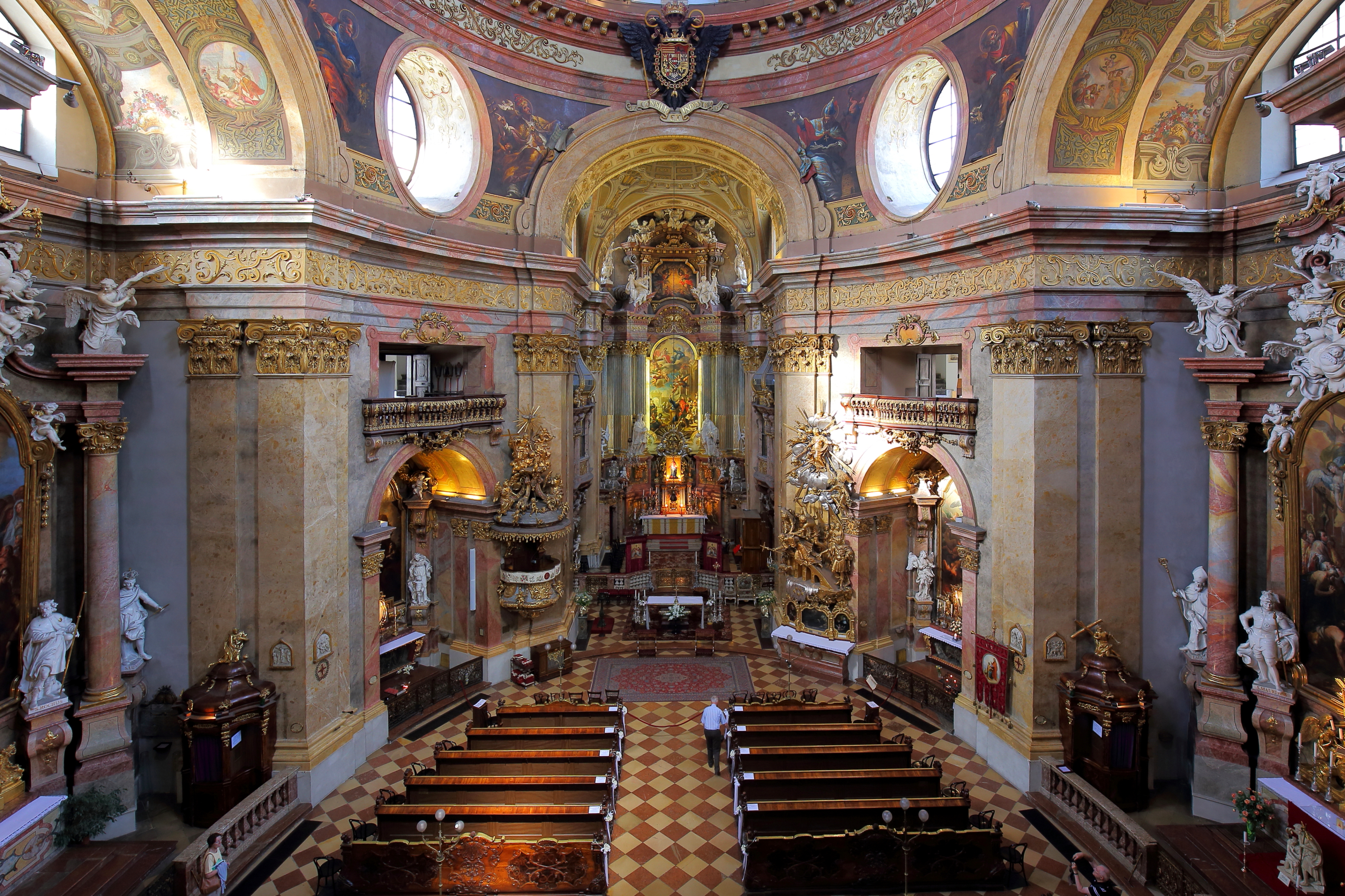
Interiér Peterskirche
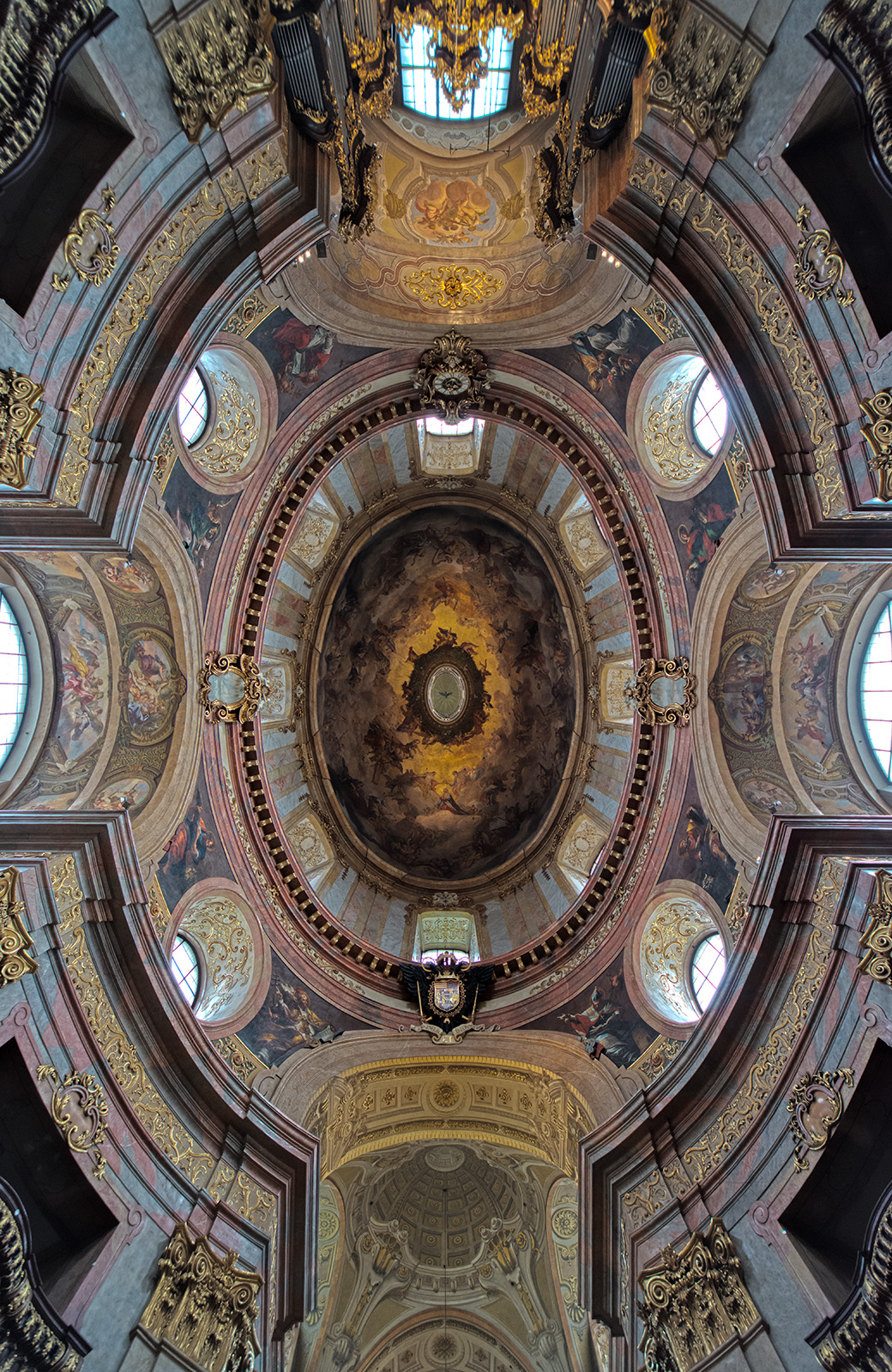
Kupole
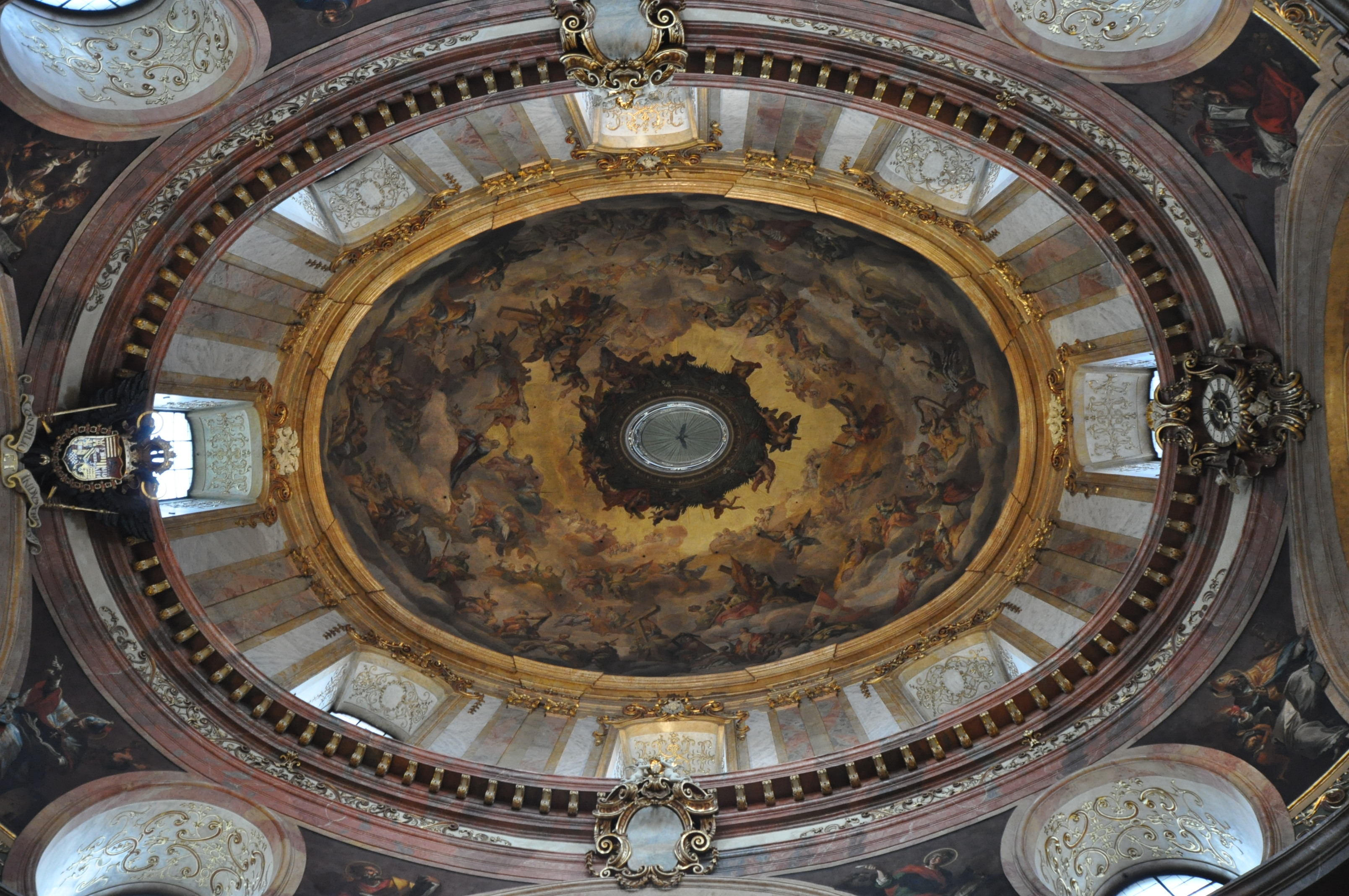
Detail fresek kupole
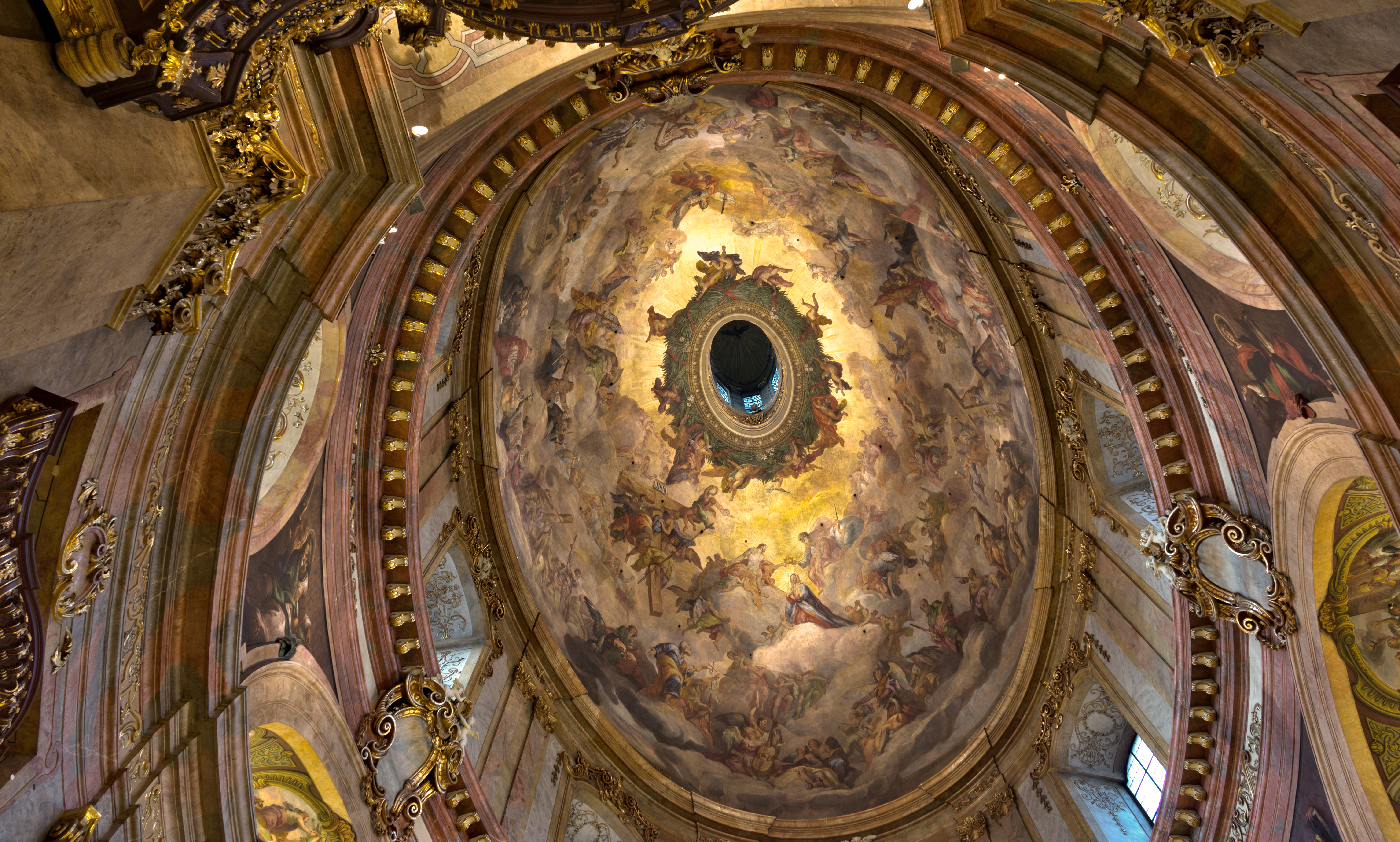
Korunovace Panny Marie
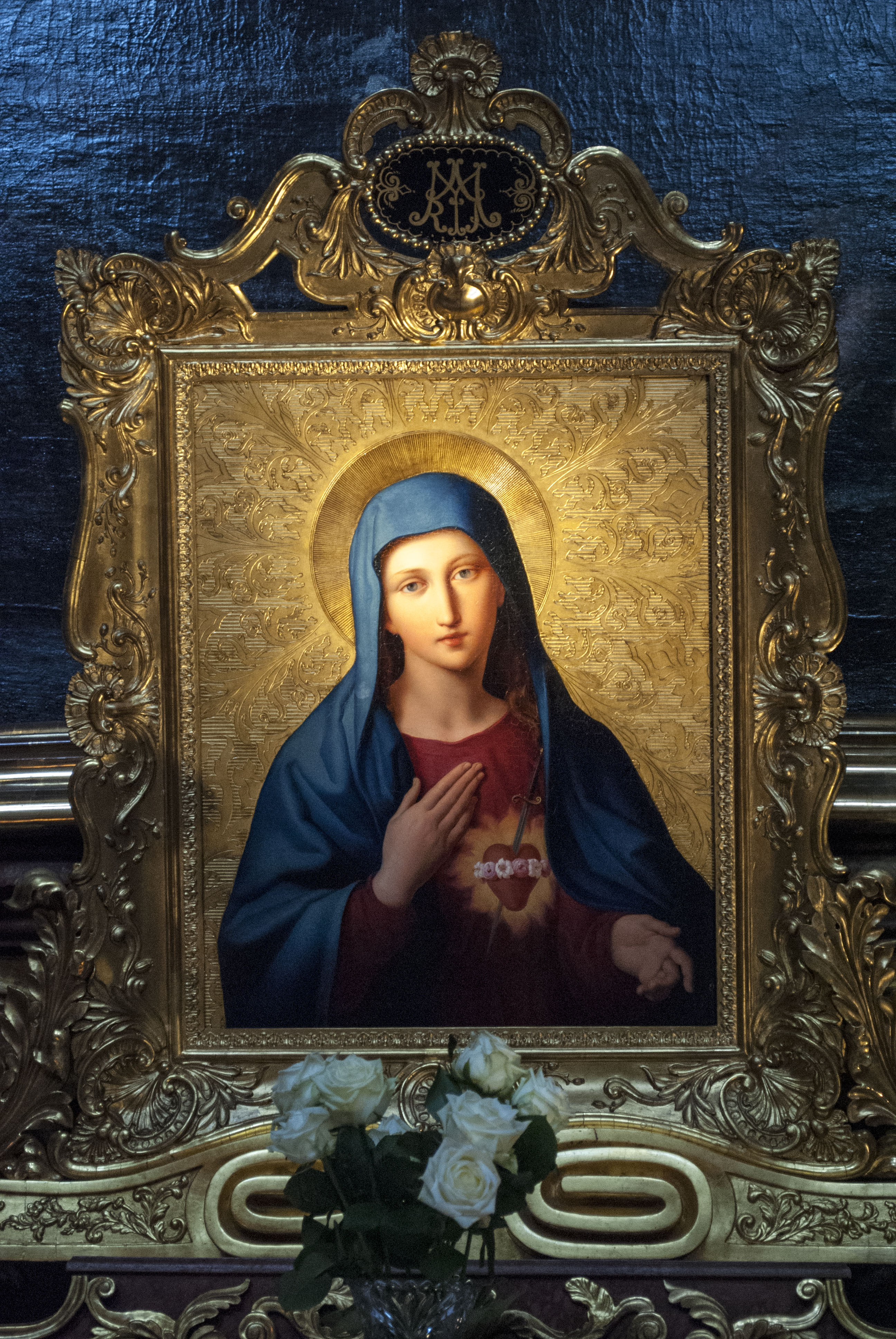
Srdce Marie v kapli sv. Antonína
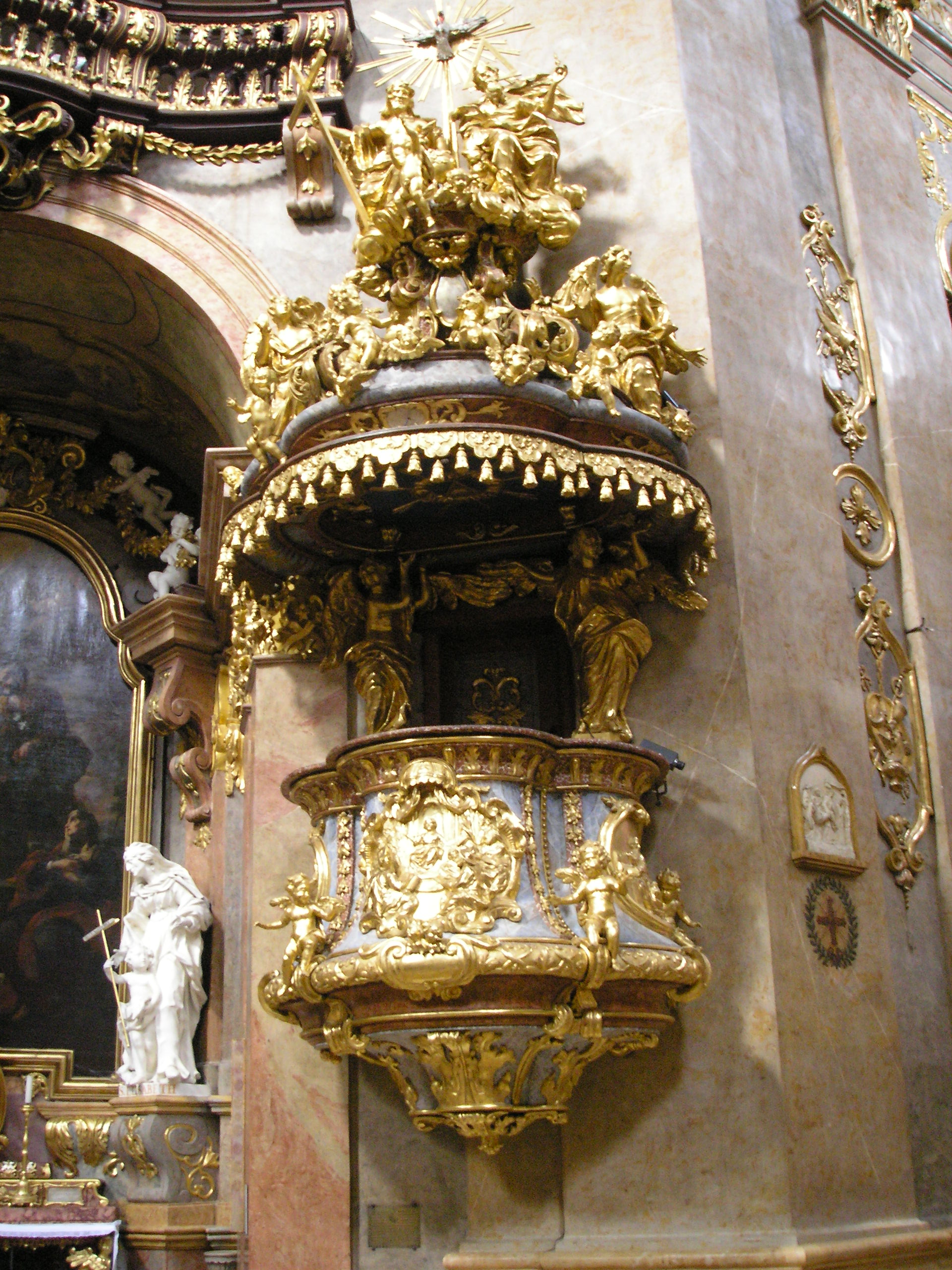
Barokní kazatelna
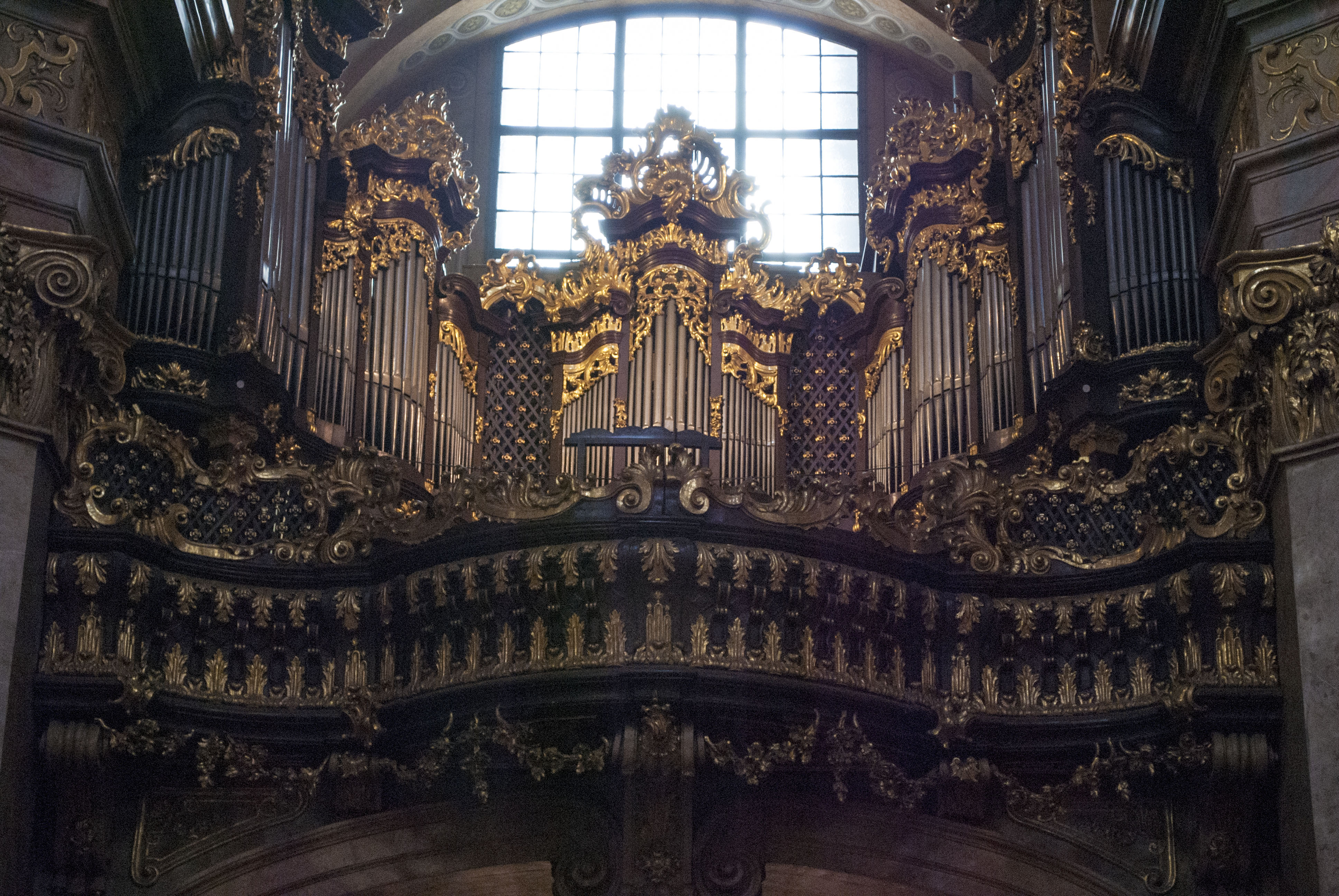
Varhany
Půdorys